# Nuoto in acque libere ai campionati mondiali di nuoto 2022 - 5 km maschili
La gara dei 5 km in acque libere maschile dei campionati mondiali di nuoto 2022 è stata disputata il 27 giugno 2022 nelle acque del lago Lupa di Budakalász a partire dalle ore 09:00. Vi hanno preso parte 61 atleti provenienti da 40 nazioni.
La competizione è stata vinta dal nuotatore tedesco Florian Wellbrock, mentre l'argento e il bronzo sono andati rispettivamente all'italiano Gregorio Paltrinieri e all'ucraino Mychajlo Romančuk.

## Risultati
| Pos.    | Atleta                  | Nazionalità   | Tempo     |
| ------- | ----------------------- | ------------- | --------- |
| Oro     | Florian Wellbrock       | Germania      | 52'48"8   |
| Argento | Gregorio Paltrinieri    | Italia        | 52'52"7   |
| Bronzo  | Mychajlo Romančuk       | Ucraina       | 53'13"9   |
| 4       | Domenico Acerenza       | Italia        | 53'22"6   |
| 5       | Marc-Antoine Olivier    | Francia       | 53'26"0   |
| 6       | Logan Fontaine          | Francia       | 53'43"2   |
| 7       | Dávid Betlehem          | Ungheria      | 54'22"0   |
| 8       | Kyle Lee                | Australia     | 54'28"2   |
| 9       | Kristóf Rasovszky       | Ungheria      | 54'28"3   |
| 10      | Nicholas Sloman         | Australia     | 54'28"4   |
| 10      | Brennan Gravley         | Stati Uniti   | 54'28"4   |
| 12      | Athanasios Kynigakis    | Grecia        | 54'32"8   |
| 13      | Niklas Frach            | Germania      | 55'25"5   |
| 14      | Juan Morales            | Colombia      | 56'21"2   |
| 15      | Simon Lamar             | Stati Uniti   | 56'21"7   |
| 16      | Taishin Minamide        | Giappone      | 56'22"3   |
| 17      | Meng Rui                | Cina          | 56'24"2   |
| 18      | Kaiki Furuhata          | Giappone      | 56'24"6   |
| 19      | Zhao Junbohang          | Cina          | 56'26"5   |
| 20      | Emir Batur Albayrak     | Turchia       | 56'27"1   |
| 21      | Bruce Almeida           | Brasile       | 56'27"7   |
| 22      | Gabriel Azevedo         | Brasile       | 56'28"4   |
| 23      | Jan Hercog              | Austria       | 56'28"7   |
| 24      | Cho-chi                 | Taipei cinese | 56'28"9   |
| 24      | Ondřej Zach             | Rep. Ceca     | 56'28"9   |
| 26      | Dimitrios Markos        | Grecia        | 56'30"8   |
| 27      | Tamaš Farkaš            | Serbia        | 56'30"9   |
| 28      | Connor Buck             | Sudafrica     | 56'39"6   |
| 29      | Ruan Breytenbach        | Sudafrica     | 57'54"9   |
| 30      | Juan Alcívar            | Ecuador       | 58'05"3   |
| 31      | Tomáš Peciar            | Slovacchia    | 58'20"4   |
| 32      | Matěj Kozubek           | Rep. Ceca     | 58'21"0   |
| 33      | Alexander Axon          | Canada        | 58'21"5   |
| 34      | Vitaliy Khudyakov       | Kazakistan    | 59'14"5   |
| 35      | Burhanettin Hacısağır   | Turchia       | 59'35"2   |
| 36      | Lev Cherepanov          | Kazakistan    | 59'38"2   |
| 37      | Keith Sin               | Hong Kong     | 59'38"4   |
| 38      | William Yan Thorley     | Hong Kong     | 59'42"6   |
| 39      | Cho Pei-chi             | Taipei cinese | 59'42"7   |
| 40      | Arturo Pérez Vertti     | Messico       | 59'43"5   |
| 41      | Maximiliano Paccot      | Uruguay       | 59'43"6   |
| 42      | Artyom Lukasevits       | Singapore     | 59'43"6   |
| 43      | Jeison Rojas            | Costa Rica    | 59'45"4   |
| 44      | Ritchie Oh              | Singapore     | 59'54"5   |
| 45      | Kim Min-seok            | Corea del Sud | 59'59"2   |
| 46      | Colín Babbitt           | Ecuador       | 1h00'10"8 |
| 47      | Grgo Mujan              | Croazia       | 1h00'11"7 |
| 48      | Pedro Pinotes           | Angola        | 1h00'15"0 |
| 49      | Lee Chang-min           | Corea del Sud | 1h00'17"9 |
| 50      | Anton Theo Girlin       | Estonia       | 1h04'57"1 |
| 51      | Santiago Reyes          | Guatemala     | 1h05'49"2 |
| 52      | Jaime Arévalo           | Bolivia       | 1h07'42"1 |
| -       | Army Pal                | India         | OTL       |
| -       | Joaquín Devoto          | Perù          | OTL       |
| -       | Fernando Nava           | Bolivia       | OTL       |
| -       | Diego Ortiz             | Porto Rico    | OTL       |
| -       | Alain Vidot             | Seychelles    | OTL       |
| -       | Ousseynou Diop          | Senegal       | OTL       |
| -       | Adnan Kabuye            | Uganda        | OTL       |
| -       | Yousif Ibrahim          | Sudan         | OTL       |
| -       | Jamarr Bruno            | Porto Rico    | OTL       |
| -       | Dilanka Bandisaththamge | Sri Lanka     | dns       |
| -       | Paulo Strehlke          | Messico       | dns       |